# 시폴로네 대 리겟 사건
시폴로네 대 리겟 사건(Cipollone v. Liggett Group, Inc.)은 미국 연방대법원의 유명 판례이다.
양분된 의견으로 법원은 보건국장의 경고가 여러 주장에 근거하여 담배 회사에 대한 흡연자의 소송을 배제하지 않는다고 판결했다. 이 사건은 담배 회사가 소비자에게 담배의 위험성에 대해 "적절하게" 경고하지 않은 것에 대해 책임을 질 수 있는지를 조사하고 궁극적으로 흡연은 실제로 자유로운 선택이라는 입장을 견지했다. 이 판결은 또한 1965년의 담배 라벨링 및 광고법에 의문을 제기하여 법에 따라 담배 제품에 대한 경고 라벨이 발행된 경고보다 덜 또는 더 경고해야 하는지 여부를 결정했다.
문제의 경고문에는 다음과 같이 쓰여있었다: "경고: 의무감(Surgeon General)은 흡연이 건강에 위험하다고 판단했다."
법원의 판결과 스티븐스 판사의 추론 중 일부는 다수의 지지를 받았지만 결국 16년 후 알트리아 그룹 대 굿 사건(Altria Group v. Good)에서 온전한 다수의 지지를 얻었다.